# Gamarra Menor
Gamarra Menor (Gamarragutxia en euskera) es un concejo del municipio de Vitoria, en la provincia de Álava, País Vasco (España).

## Toponimia
En el año 1025 en la Reja de San Millán, consta como Gamarra minor, dentro de la merindad de Ubarrundia, pagando una reja al monasterio de San Millán.Otras denominaciones son Gamarra [?] guchia (1257), Gamarraguchi (1583), Gamarra Menor: Gamarra Gutxia (1986).

## Localización
Está al norte de Vitoria, a 8 km de distancia del centro de la ciudad por carretera. Del pueblo homónimo de Gamarra Mayor está separado por poco más de un kilómetro, aunque por carretera sean 4 km los que les separan. Se accede por la carretera nacional N-240. 

## Geografía
El concejo forma parte de la Zona Rural Noroeste de Vitoria. 
Cercano a este concejo discurre el río Zadorra y quizás debido a las famosas trucas que en algún tiempo se podían pescar allí, sus vecinos eran conocidos con el apodo de Truchos.

### Localidades limítrofes
|                 | Norte: Miñano Mayor |                 |
| Oeste: Abechuco |                     | Este: Arzubiaga |
|                 | Sur: Vitoria        |                 |

## Despoblado
Forma parte del concejo el despoblado de:
- Ugarte.[5]

## Historia
La población pertenece a la jurisdicción de Vitoria desde que en el siglo XIV el rey Alfonso XI de Castilla la cediera a la misma.

## Demografía
El concejo tiene una población de 32 habitantes según el Padrón Municipal de habitantes del Ayuntamiento de Vitoria.
| Gráfica de evolución demográfica de Gamarra Menor entre 2000 y 2018                                      |
| |
| Población (2000-2017) según los censos de población del INE. Población según el padrón municipal de 2018 |

## Cultura

### Patrimonio material
- Parroquia de la Natividad. Data del siglo XIII, con una portada en estilo románico. Una imagen moderna de la Virgen ha sustituido en el retablo mayor a la talla medieval, titular de la parroquia y custodia hoy en Gamarra Mayor. Desafectada y en estado ruinoso. Desde el 2002, no se puede visitar el interior.[9]
- Ermita de San José con retablo barroco. Las imágenes que se encontraban en el interior han sido robadas a pesar de las puertas de hierro instaladas para protegerlas. Dos tallas pequeñas pero interesantes de la Purísima (de finales de siglo XVIII) y de la Dolorosa, además de una imagen popular de la Virgen del Rosario.[4][10]
- Crucero: Elemento patrimonial de índole religiosa localizado al Norte del concejo, en lugar aislado y retirado del caserío, entre fincas. junto con la ermita son fieles testigos de haber poseído un pasado más acreditado, venido a menos con la contemporaneidad tanto por el cambio en el trazado de rutas como por la reordenación de tierras (Parcelaria). Ambos elementos patrimoniales se apostaban en el término denominado Perramburua (actualmente conocido por San José), pegantes al Camino Real que desde Gamarra Mayor seguía ruta a Retana y Villarreal de Álava.[11]
- Puente en arco de medio punto, de fábrica de sillares regulares.[12]

### Patrimonio inmaterial
- Celebran su fiesta patronal el 8 de septiembre coincidiendo la Natividad de Ntra Sra.
- Se conoce a las personas residentes en Gamarra Menor con el apodo de 'Truchos'.[13]